# Konstantinos Galanidis
Konstantinos Galanidis (gr. Κώστας Γαλανίδης) (ur. 1 września 1990 w Chanii) – grecki piłkarz wodny grający na pozycji bramkarza, reprezentant Grecji, wicemistrz olimpijski z Tokio 2020.

## Udział w zawodach międzynarodowych
Od 2013 reprezentuje Grecję na zawodach międzynarodowych. Z reprezentacją uzyskał następujące wyniki:
| Rok  | Impreza                                | Miejsce   | Pozycja    |      |                                    |           |            |
| ---- | -------------------------------------- | --------- | ---------- | ---- | ---------------------------------- | --------- | ---------- |
| Rok  | Impreza                                | Miejsce   | Pozycja    | 2013 | Mistrzostwa Świata w Pływaniu 2013 | Barcelona | 6. miejsce |
| 2019 | Mistrzostwa Świata w Pływaniu 2019     | Gwangju   | 7. miejsce |      |                                    |           |            |
| 2020 | Mistrzostwa Europy w Piłce Wodnej 2020 | Budapeszt | 7. miejsce |      |                                    |           |            |
| 2021 | Letnie Igrzyska Olimpijskie 2020       | Tokio     | 2. miejsce |      |                                    |           |            |